# La Vista
La Vista é uma cidade localizada no estado americano de Nebraska, no Condado de Sarpy.

## Demografia
Segundo o censo americano de 2000, a sua população era de 11.699 habitantes.
Em 2006, foi estimada uma população de 16.041, um aumento de 4342 (37.1%).

## Geografia
De acordo com o United States Census Bureau, a localidade tem uma área de 7,4 km², sem área coberta por água.

## Localidades na vizinhança
O diagrama seguinte representa as localidades num raio de 12 km ao redor de La Vista.